# Florens von Bockum-Dolffs (Landrat, 1842)
Florens Felix von Bockum-Dolffs, eigentlich Florens Felix von Bockum genannt Dolffs, (* 19. Mai 1842 in Soest; † 5. Januar 1939 auf Haus Völlinghausen) aus dem Adelsgeschlecht Bockum-Dolffs war ein preußischer Verwaltungsbeamter und Landrat der Kreise Bochum und Soest. Er war außerdem Fideikommissherr auf Haus Völlinghausen und Haus Ahse.

## Leben

### Herkunft
Florens Felix von Bockum gen. Dolffs war ein Sohn des Landrats des Kreises Soest und späteren Mitglieds des Preußischen Abgeordnetenhauses und des Reichstags Florens von Bockum gen. Dolffs und dessen Ehefrau Aurelie Melusine Sophie Luise von Bockum gen. Dolffs geb. Gräfin von Flemming. Die Familie gehört zu den alten Sassendorfer Erbsälzergeschlechtern.

### Ausbildung und Werdegang
Über Florens Felix von Bockum-Dolffs’ frühe schulische Ausbildung ist den Quellen nichts zu entnehmen. Aus seinem Militärdienst, dem er als Einjährig-Freiwilliger im Husaren-Regiment „König Wilhelm I.“ (1. Rheinisches) Nr. 7 vom 1. Oktober 1862 an in Bonn nachkam, musste er als Halbinvalide vor Ablauf der Dienstzeit entlassen werden.
Er studierte Rechtswissenschaften an der Ruprecht-Karls-Universität Heidelberg, der Rheinischen Friedrich-Wilhelms-Universität Bonn und an der Friedrich-Wilhelms-Universität Berlin. Anschließend trat er in den preußischen Justizdienst ein, wo er zunächst als Auskultator am Appellationsgericht Hamm Beschäftigung fand (Ernennung 24. Mai 1865). Dort wurde er auch am 5. Juni 1867 zum Gerichtsreferendar ernannt, bevor er am 16. September 1867 als Regierungsreferendar in den Dienst der Bezirksregierung Arnsberg übertrat. Nachdem er am 17. Mai 1871 das 2. juristische Staatsexamen bestanden hatte, erhielt er in Arnsberg am darauffolgenden 6. Juni die Ernennung zum Regierungs-Assessor.
Gut vier Monate darauf wurde von Bockum gen. Dolffs am 17. Oktober 1871 in gleicher Stellung an die Bezirksregierung Koblenz überwiesen. Im Rahmen der Wiederbesetzung der nach dem frühen Tod von Friedrich von Forell vakanten Stelle des Bochumer Landrats erklärte der dortige Kreistag am 20. Dezember 1872 einstimmig, Florens von Bockum gen. Dolffs als neuen Landrat zu wünschen. Aus Mangel an Kandidaten wurde auf eine förmliche Wahl verzichtet und der Kandidat am 1. Februar 1873 zum Landrat des Kreises Bochum ernannt. Knapp sechs Jahre darauf übernahm er zum 1. Januar 1879 und zunächst kommissarisch die Verwaltung des Kreises Soest, aus dem er gebürtig war. Am 25. Juli 1879 wählte ihn der dortige Kreistag einstimmig zum 1. Kandidaten, die definitive Versetzung von Bochum nach Soest erfolgte am 18. August 1879. Auf eigenes Gesuch erhielt er wegen seines fortgeschrittenen Alters – er war inzwischen 76-jährig – schließlich zum 8. Juni 1918 seine Entlassung aus dem preußischen Staatsdienst.
Florens von Bockum gen. Dolffs war Mitglied des Johanniterordens.

## Politisches Engagement
Der nach seiner politischen Ausrichtung freikonservative von Bockum gen. Dolffs war seit 1889 preußischer Kammerherr. Darüber hinaus gehörte er 1884 als Vertreter des Fürsten von Rheina-Wolbeck und 1898 bis 1919 für den Wahlkreis Soest dem Provinziallandtag der Provinz Westfalen an. Er war auch Mitglied im Preußischen Abgeordnetenhaus. Regional war er zudem Vorsitzender des landwirtschaftlichen Kreisvereins Soest und Vorstandsvorsitzender der Ruhr-Lippe-Kleinbahn.

## Auszeichnungen
Von Bockum gen. Dolffs wurde wiederholt zur Besetzung von höheren Stellen vorgeschlagen. Bei seinem Abschied 1918 bekam er den preußischen Roten Adlerorden 2. Klasse mit Eichenlaub verliehen. Ferner war er Träger des Königlichen Kronen-Ordens 2. Klasse und des Eisernen Kreuzes 2. Klasse am schwarz-weißen Band.

## Familie
Der Protestant von Bockum gen. Dolffs heiratete am 15. Juni 1871 in Berlin Klara Karoline von Flemming aus dem Hause Basenthin (* 2. November 1853 in Berlin; † 29. März 1943 auf Haus Völlinghausen), eine Tochter des Herrn auf Basenthin, Zebbin, Benz und Paatzig, Erblandmarschall Franz Wilhelm Karl von Flemming und dessen Ehefrau Franziska von Flemming geb. von Schöning aus dem Haus Sallentin. Das Ehepaar Bockum / Flemming hatte zwei Söhne und vier Töchter.